# Фабри (лунный кратер)
Кратер Фабри (лат. Fabry) — большой древний ударный кратер в северном полушарии обратной стороне Луны. Название присвоено в честь французского физика Шарля Фабри (1867—1945) и утверждено Международным астрономическим союзом в 1970 г. Образование кратера относится к донектарскому периоду.

## Описание кратера

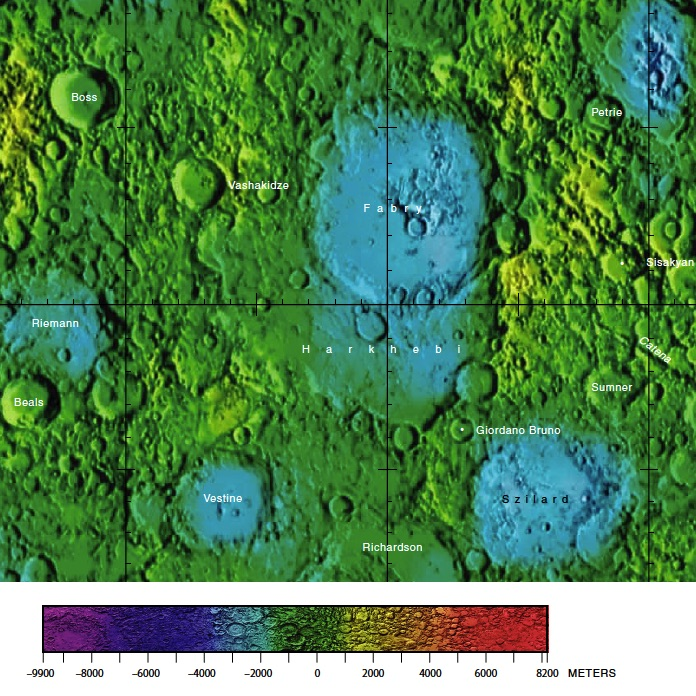
Окрестности кратера Фабри. Фрагмент карты обратной стороны Луны.

Кратер Фабри перекрывает северо-восточную часть чаши огромного кратера Харкеби. Другими  его ближайшими соседями являются кратер Вашакидзе на западе; большой кратер Комптон на севере-северо-востоке; кратеры Петри и Сисакян на востоке;  а также кратер Сомнер на юго-востоке. На северо-западе от кратера располагается Море Гумбольдта. Селенографические координаты центра кратера 43°04′ с. ш. 100°41′ в. д. / 43,07° с. ш. 100,68° в. д., диаметр 179,4 км, глубина 3 км
Кратер Фабри имеет близкую к циркулярной форму и значительно разрушен. Вал сглажен, перекрыт множеством кратеров различного размера, восточная часть вала перекрыта двумя приметными кратерами, одним из которых является сателлитный кратер Фабри H (см. ниже), северо-западная часть вала прорезана небольшой изогнутой долиной. Высота вала над окружающей местностью достигает 1560 м, объем кратера составляет приблизительно 13400 км³. Дно чаши сравнительно ровное, вероятно переформированное лавой, за исключением пересеченной северо-восточной части. В центре чаши расположен массивный хребет вытянутый с востока на запад, юго-восточная часть хребта перекрыта небольшим приметным кратером. Дно чаши отмечено несколькими слабыми следами лучевой системы кратера Джордано Бруно, расположенного на юге.
До получения собственного названия в 1970 г. кратер Фабри имел временное обозначение «Кратер 45», под которым его можно видеть на некоторых старых картах луны.

## Сателлитные кратеры

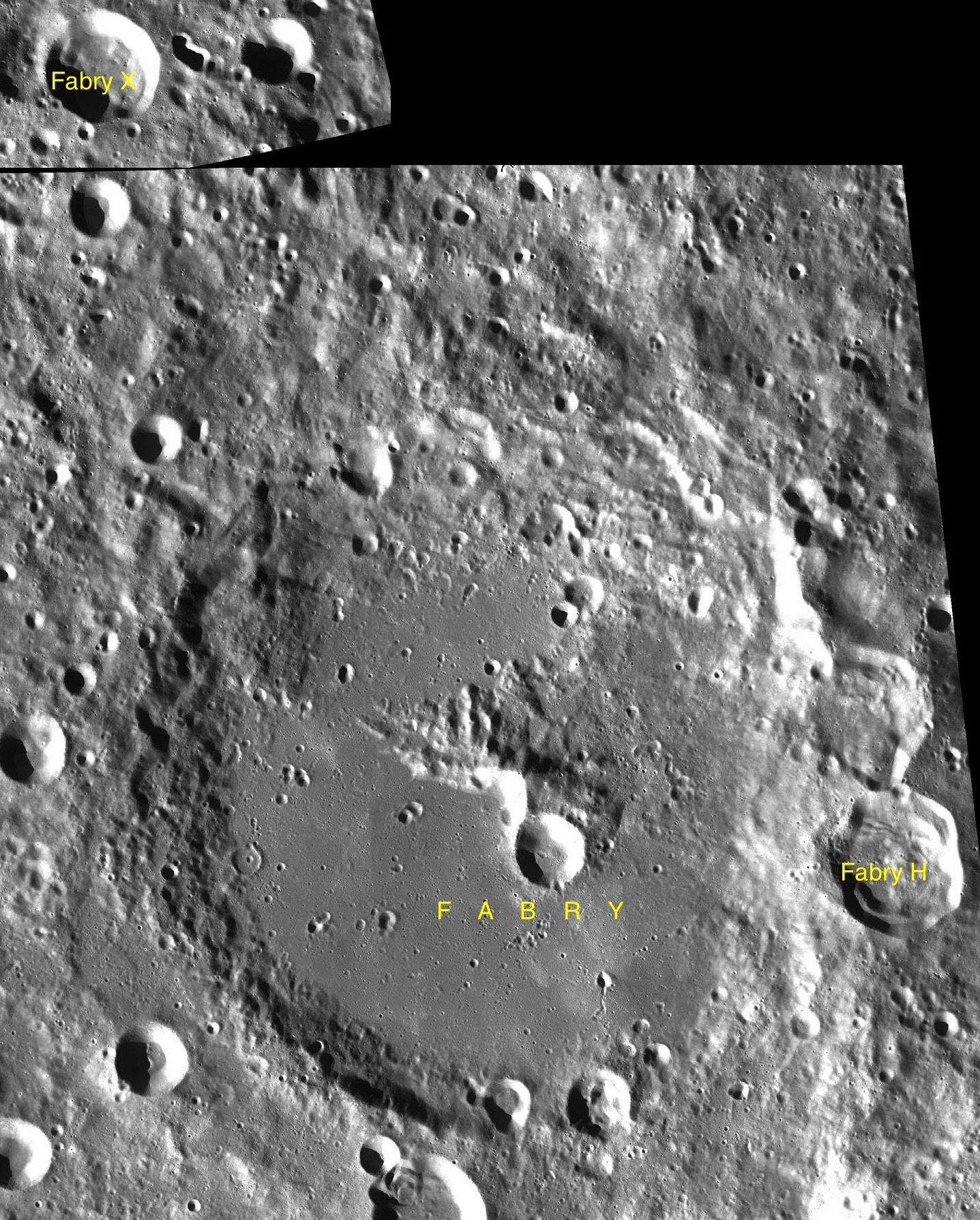
Фрагменты карт LAC-15, LAC-29.

| Фабри | Координаты                                              | Диаметр, км |
| ----- | ------------------------------------------------------- | ----------- |
| H     | 42°01′ с. ш. 105°05′ в. д. / 42,02° с. ш. 105,09° в. д. | 36,9        |
| X     | 48°56′ с. ш. 96°37′ в. д. / 48,94° с. ш. 96,62° в. д.   | 28,3        |

## Галерея

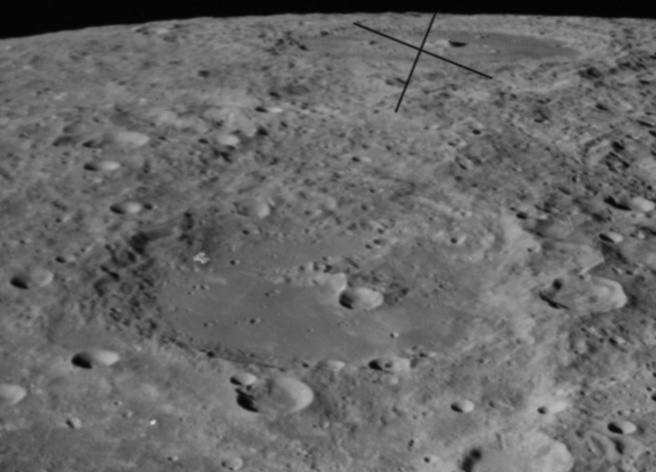
Снимок кратера с борта Аполлона-14.

## См.также
- Список кратеров на Луне
- Лунный кратер
- Морфологический каталог кратеров Луны
- Планетная номенклатура
- Селенография
- Минералогия Луны
- Геология Луны
- Поздняя тяжёлая бомбардировка